# Grycksbo IF
Grycksbo IF, bildad 1908, är en idrottsförening i Grycksbo. Klubben bedriver bandy, fotboll, orientering och skidsport.

## Sektioner

### Bandy
Bandylaget spelade i Sveriges högsta division säsongen 1963/1964.

### Skidåkning
Klubben har en skidsektion och är moderklubb för Daniel Tynell som vunnit Vasaloppet tre gånger. 

### Fotnoter
1. ↑  Jimmy Andersson (26 februari 1985). ”Säsongen 1963-64”. Jimmys bandysida. Arkiverad från originalet den 14 juli 2014. https://web.archive.org/web/20140714165432/http://www.jimbobandy.nu/oldtab/63-64.html. Läst 22 februari 2015.